# Bischkek-Arena
Die Bischkek-Arena (kirgisisch Бишкек Арена, englisch Bishkek Arena) ist ein im Bau befindliches Fußballstadion in Orok, einem südwestlichen Vorort der kirgisischen Hauptstadt Bischkek. Es soll das Dölön-Ömürsakow-Stadion als Nationalstadion und Heimat der kirgisischen Fußballnationalmannschaft ersetzen.

## Geschichte
Die Errichtung eines neuen Nationalstadions wird mindestens seit den 2010er Jahren diskutiert. Das Dölön-Ömürsakow-Stadion wurde 1941 eröffnet und ist mit 23.000 Plätzen das größte Stadion des Landes, aber von den Standards eines modernen Fußballstadions weit entfernt. Das Spielfeld ist durch eine Leichtathletikanlage weit von den Zuschauerrängen entfernt. Am 20. Juli 2015 kündigte der Direktor der Regierungsagentur für Leibeserziehung und Sport den Bau eines Sportkomplexes inklusive Stadion in der Nähe des internationalen Flughafens Manas an. Umgesetzt wurde dieses Vorhaben aber nicht. Mit dem neuen Staatspräsident Sadyr Dschaparow (Januar 2021) rückte das Thema wieder ins Rampenlicht. Im Dezember des Jahres kündigte Dschaparow zum ersten Mal den Bau eines neuen Nationalstadions an. Nach der erfolgreichen Qualifikation am 14. Juni 2022 zur Fußball-Asienmeisterschaft 2024 gegen Tadschikistan (0:0) gab Dschaparow eine weitere Erklärung ab. Am Tag darauf veröffentlichte der Pressesprecher des Präsidenten die ersten Renderings des neuen Stadions. Die Bilder zeigten ein Stadion mit Leichtathletikanlage und einer geplanten Kapazität von 22.500 Zuschauern.
Als Standort wurde ein 20,78 ha großes Grundstück für den Bau ausgewählt. Im Juli 2022 wurde der Status des Geländes von der Regierung geändert, dass zuvor als Ackerland ausgewiesen war. Ein Baubeginn sollte schon im August des Jahres erfolgen, doch auch dieser Termin verstrich. Im Mai 2023 stattete FIFA-Präsident Gianni Infantino dem kirgisischen Verband KFU zur Eröffnung des neuen Hauptsitzes einen Besuch ab und sprach über die Notwendigkeit eines neuen, modernen Stadions für die Spiele der kirgisischen Fußballnationalmannschaft. Drei Monate später fand am 30. August, in Anwesenheit von Sadyr Dschaparow, eine Zeremonie zur Einweihung des Baus, mit der Grundsteinlegung und dem Einsetzen einer Zeitkapsel, statt. Im Rahmen dessen wurden die überarbeiteten Pläne für die Fußballarena vorgestellt. Die Leichtathletikanlage wurde gestrichen und die Kapazität auf 35.000 Zuschauer erhöht. Trotz der Zeremonie tat sich weiterhin wenig auf dem künftigen Stadiongelände. Am 19. Februar 2024 sollten die Arbeiten innerhalb von 10 bis 15 Tagen aufgenommen werden.
Abermals folgten den Worten keine Taten, aber am 15. März 2024 stellte der Leiter der Präsidialverwaltung neue Renderings des zukünftigen Nationalstadions vor. Sie wurden in Zusammenarbeit mit ausländischen Architekturbüros erstellt und der Bau sollte in den kommenden Tagen nach der Veröffentlichung beginnen. Am 22. April 2024 veröffentlichte Dschaparow weitere Renderings und kündigte ein weiteres Mal den Baubeginn an. Die Errichtung soll zwei Jahre in Anspruch nehmen und die Kosten vom kirgisischen Staat getragen werden. Das neue Konzept sieht 45.000 überdachte Zuschauerplätze vor. Das Stadion wird die Form einer Jurte, das traditionelle, runde Zelt der Nomaden in Zentralasien, tragen. Über das Dach sollen je zweimal vier Streben kreuzweise gespannt werden. Dies erinnert an die „Tündük“, die Krone einer kirgisischen Jurte, wie es auch auf der Flagge Kirgisistans zu sehen ist. Die Fassade ist in Form des rautenförmigen Holzgestells der Jurte gestaltet. Es wird den Anforderungen der AFC wie auch der FIFA entsprechen. Zur Ausstattung gehören u. a. V.I.P.- und V.V.I.P.-Bereiche, Geschäfte sowie im Außenbereich Erholungsbereiche und einen Parkplatz für 1500 PKW und 100 Busse. Der Bau soll geschätzte 60 Millionen US-Dollar kosten.
Nach der Grundsteinlegung im August 2023 wurde die Errichtung schlussendlich im Frühjahr 2024 begonnen. Am Entwurf des Nationalstadions waren mehrere Dutzend Ingenieuren und Architekten aus Kirgisistan, der Türkei und dem Vereinigten Königreich beteiligt. Sie begleiten auch weiter den Bau. Am 14. November 2024 kündigte Premierminister Akylbek Dschaparow an, dass die Fertigstellung des neuen Nationalstadions für den 31. August 2026 geplant ist.